# Stanisław Krassowski
Stanisław Marian Krassowski (ur. 2 lipca 1896 we Lwowie, zm. 30 października 1966 w Londynie) – oficer intendent Wojska Polskiego, podpułkownik Polskich Sił Zbrojnych.

## Życiorys
Urodził się 2 lipca 1896 we Lwowie, w rodzinie Bronisława i Heleny, po pierwszym mężu Krassowskiej, po drugim mężu Drzymalik. W 1914 ukończył VI klasę w C. K. Gimnazjum Męskim w Sanoku. Podczas nauki szkolnej tamże zamieszkiwał u swojego ojczyma, Sofroniusza Drzymalika, poczmistrza w Posadzie Olchowskiej pod Sanokiem.
Był żołnierzem cesarskiej i królewskiej armii. Po zakończeniu I wojny światowej dekretem Wodza Naczelnego Józefa Piłsudskiego z 19 lutego 1919 jako były oficer armii austro-węgierskiej w stopniu podporucznika został przyjęty do Wojska Polskiego i rozkazem z tego samego dnia 19 lutego 1919 Szefa Sztabu Generalnego płk. Stanisława Hallera otrzymał przydział służbowy przy magazynie prowiantowym w Sanoku. Później został awansowany na stopień kapitana w korpusie oficerów administracji dział gospodarczy ze starszeństwem z dniem 1 czerwca 1919. W 1923 jako oficer nadetatowy Okręgowego Zakładu Gospodarczego VI sprawował stanowisko kierownika Rejonowego Zakładu Gospodarczego w Stanisławowie. W 1928 był kierownikiem Rejonowego Zakładu Żywnościowego w Stanisławowie. W 1932 był zarządcą Składnicy Materiału Intendenckiego we Lwowie, a w 1939 roku zarządcą Składnicy Materiału Intendenckiego nr 12 w Wilnie. 
Po wojnie pozostał na emigracji w Wielkiej Brytanii i zamieszkiwał w Londynie. Do końca życia pozostawał w stopniu podpułkownika. Zmarł 30 października 1966 w Londynie. Został pochowany na cmentarzu Willesden New.

## Ordery i odznaczenia
- Złoty Krzyż Zasługi (25 maja 1939)[17][14]